# Zeppelin (Adelsgeschlecht)

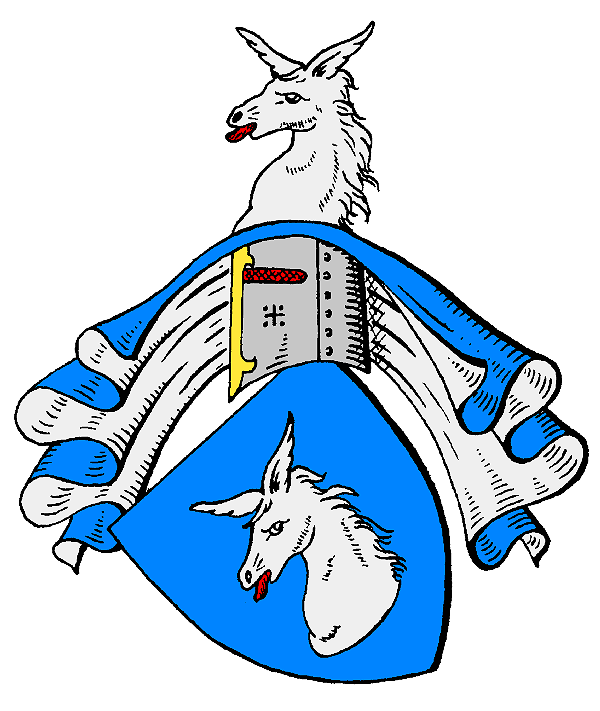
Stammwappen derer von Zepelin (Zeppelin)

Zeppelin, auch Zepelin, ist der Name eines alten mecklenburgisch-pommerschen Adelsgeschlechts. Die Familie, deren Zweige zum Teil bis heute bestehen, gelangte später vor allem in Württemberg, aber auch in Bayern, Preußen und Dänemark zu Besitz und Ansehen.

## Geschichte

### Herkunft
Erstmals erwähnt wird das Geschlecht Zepelin (Zeppelin) mit Heynricus de Cepelin in einer am 17. September 1286 datierten Urkunde. Zuvor kam er als Ritter von Hoge nach Bützow und nahm dann den Namen seines ritterlichen Lehens Zepelin an. Die ununterbrochene Stammreihe beginnt um 1400 mit Hermann von Zepelin.
Zepelin, das gleichnamige Stammhaus der Familie, ist heute eine Gemeinde im Landkreis Rostock in Mecklenburg. Es erscheint 1246 erstmals urkundlich. Nach Kneschke und Zedlitz-Neukirch bestand eine Stammesverwandtschaft mit dem im 17. Jahrhundert ausgestorbenen Adelsgeschlecht derer von Bützow.
In Vorpommern saßen die Zepelin zu Beginn des 17. Jahrhunderts in Zarnekow bei Glewitz, unweit ihrer mecklenburgischen Güter auf der anderen Seite der dort die Grenze bildenden Trebel, wo sie nach Ausweis der so genannten Kahldenschen Matrikel, eines Hufenverzeichnisses, von 1631 24 1/2 Landhufen besaßen.

### Ausbreitung und Persönlichkeiten
Mecklenburg

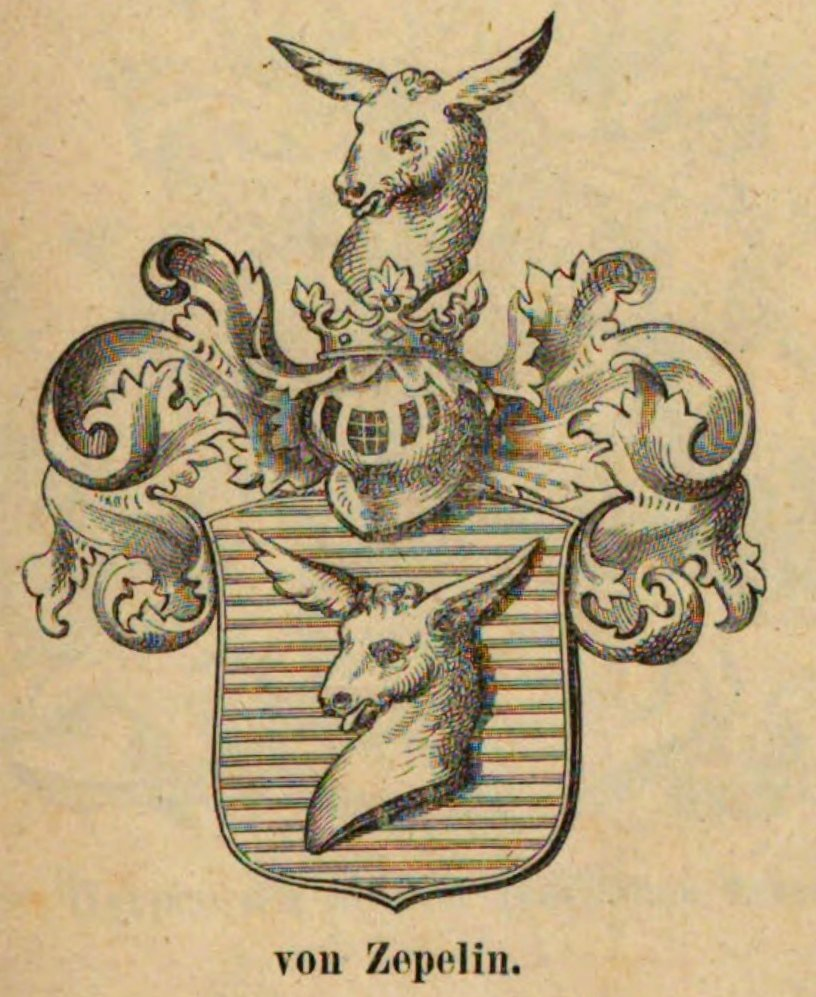
Mecklenburger Geschlechterwappen

Hermann von Zepelin, der zwischen 1474 und 1488 in Urkunden genannt wird und ein Enkel des gleichnamigen Stammvaters war, erwarb am 17. März 1481 Thürkow (bis 1796) und Appelhagen bei Teterow. Appelhagen, heute ein Ortsteil der Gemeinde Dalkendorf, wurde nach dem Verlust des Stammhauses Zepelin bis zur Enteignung 1945 der Stammsitz der Familie in Mecklenburg. In Erinnerung daran, dass alle heute lebenden Mitglieder der Familie von Vorfahren abstammen, die das Gut Appelhagen bewirtschaftet haben, wurde im Herbst 2022 die Zepelin Stiftung Appelhagen gegründet. Die Stiftung finanziert sich aus Pachteinnahmen von Ackerland, das ein Familienmitglied nach der deutschen Wiedervereinigung zurückerworben und anschließend an die Stiftung übertragen hat. Sie soll vor allem ehrenamtliches Engagement im Amtsbezirk Mecklenburgische Schweiz und in der Stadt Teterow fördern.
Weitere Stammgüter waren unter anderem Wulfshagen, Guthendorf (heute beides Ortsteile von Marlow) und Mieckow (heute Ortsteil von Groß Roge), letzteres war schon vor 1418 in Familienbesitz. Ende des 18. und Anfang des 19. Jahrhunderts waren auch Wohrensdorf, Duckwitz, Alt-Pannekow, Schlackendorf und Teutendorf im Besitz bzw. Teilbesitz der Familie, sowie Goritz ab 1863.
1523 gehörten die Zeppelins zu den Mitunterzeichnern der Union der Landstände.
Im Einschreibebuch des Klosters Dobbertin befinden sich 17 Eintragungen von Töchtern der Familien von Zepelin/Zeppelin aus Appelhagen, Wo(h)rensdorff und Thürkow von 1724 bis 1873 zur Aufnahme in das dortige Adelige Damenstift. Das Wappenschild der am 14. August 1833 im Kloster Dobbertin verstorbenen Konventualin Nr. 379 Maria Friederica von Zepelin auf Wohrensdorff hängt auf der Nonnenempore in der Klosterkirche.
Dänemark

In der zweiten Hälfte des 17. Jahrhunderts wurde die Familie unter Christian V. im Königreich Dänemark sesshaft. Dort erhielt am 3. Oktober 1806 Christoph Carl Friedrich von Zepelin aus der Linie Wulfshagen-Guthendorf, königlich dänischer Stabskapitän und späterer Oberst, die dänische Adelsnaturalisation. Ebenso der königlich dänische Kammerherr und Oberst außer Dienst Adolph von Zepelin aus der Linie Thürkow-Appelhagen am 22. Juli 1878.
Württemberg

Karl von Zeppelin (1766–1801) war der Begründer der reichsgräflichen Linie im Herzogtum Württemberg. Er war der Sohn des kurbraunschweigischen Rittmeisters Melchior Johann Christoph von Zepelin († 1782) und der Friederike Charlotte von Walsleben. Er verwendete für sich erstmals die Schreibweise mit zwei p, die seine Linie seither führt, während andere Linien beim einfachen p blieben. 1783 wurde er Adjutant des Prinzen Friedrich von Württemberg, des späteren Königs Friedrich I. Bei Antritt seiner Regierung 1797 ernannte er Karl zum Staats- und Konferenzminister und 1799 zum wirklichen geheimen Rat. 1792 wurde er zu Wien in den Reichsgrafenstand erhoben. Er starb unerwartet am 14. Juni 1801 mit 35 Jahren. Aus seiner 1787 geschlossenen Ehe mit Wilhelmine Freiin von Dalwigk († 1802) kamen ein Sohn und eine Tochter.
Sein Bruder Ferdinand Ludwig von Zeppelin († 1829) wurde königlich württemberger Staatsminister, Oberkammerherr und Mitglied der Württembergischen Landstände und 1806 zum württembergischen Grafen erhoben. Er war der Großvater des berühmten Luftschiffbauers.

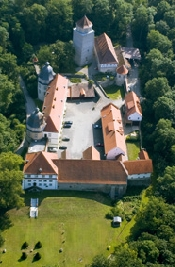
Schloss Aschhausen

Johann Friedrich Karl Graf von Zeppelin (1789–1836), der Sohn des Reichsgrafen Karl, erhielt noch minderjährig vom Kurfürsten Friedrich II. von Württemberg, am 28. April 1803, dem Tag der Annahme der Kurwürde, das Reichserbpanneramt und die damit verbundenen Lehnsgüter Aschhausen mit Schloss Aschhausen und Buchhof. Er heiratete am 17. September 1817 in Göttingen Hippolythe du Plat (1793–1854), die Tochter des Oberst Georg Carl August du Plat. Das Paar hatte fünf Kinder, vier Söhne und eine Tochter. Seine Schwester Wilhelmine Gräfin von Zeppelin (1791–1872) heiratete den königlich württembergischen Staatsminister Ludwig von Taube. Schloss Aschhausen gehört noch heute den Grafen von Zeppelin, aktueller Besitzer ist Johann Graf von Zeppelin.
Graf Friedrich von Zeppelin (1807–1886), der Sohn von Ferdinand Ludwig und der Pauline Freiin von Maucler (1785–1863), einer Schwester von Eugen von Maucler, wurde Hof- und Regierungsrat des Fürsten von Hohenzollern-Sigmaringen. Er heiratete die Fabrikantentochter Amélie Françoise Pauline Macaire d’Hogguèr (1816–1852) (Bankhaus Macaire & Co.) und zog 1837 nach Konstanz in das ehemalige Dominikanerkloster auf der Dominikanerinsel, wo die Macaires seit 1813 eine Indigofärberei betrieben. Von seinem Schwiegervater David Macaire (1775–1845) erhielt er 1840 auch das Schloss Girsberg am Bodensee.
Ferdinand Graf von Zeppelin

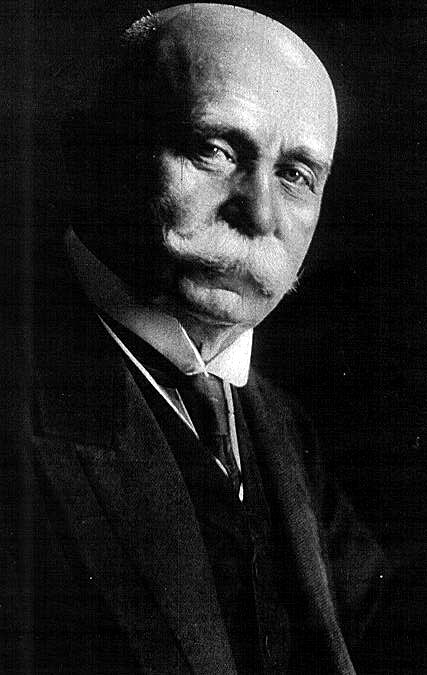
Ferdinand Graf von Zeppelin
(1838–1917)

Ihr gemeinsamer Sohn Ferdinand Graf von Zeppelin (1838–1917) wurde als Luftfahrtpionier und Unternehmer der bekannteste Vertreter der Familie. Er wuchs in Konstanz auf und gehörte – wie die Familie seiner Mutter – der reformierten Konfession an. Nach Besuch des Gymnasiums und der Kadettenschule wurde er 1858 Leutnant in der Württembergischen Armee, 1859 zum Ingenieurkorps einberufen und nahm seit 1863 am Sezessionskrieg als Beobachter teil, ebenso als Generalstabsoffizier am Deutschen Krieg. 1882/85 war Zeppelin Kommandeur des Ulanen-Regiments „König Karl“ (1. Württembergisches) Nr. 19 in Ulm, anschließend Gesandter Württembergs in Berlin. 1899 begann er mit dem Bau des ersten lenkbaren Starrluftschiffs. 1900 fand der erste Aufstieg von LZ 1 (Luftschiff Zeppelin 1) statt. 1908 gründete er mit Spendenkapital die Luftschiffbau Zeppelin GmbH. 1909 wurde er Mitgründer der Maybach-Motorenbau, die später zur MTU Friedrichshafen wurde und an der seine Erben bis zur Übernahme durch den Investor EQT 2005 eine Beteiligung hielten.
Er wurde zum General der Kavallerie befördert und mit dem Schwarzen Adlerorden ausgezeichnet. 1915 gründete er die Zahnradfabrik GmbH, um Getriebeteile für den Antrieb der Luftschrauben der Zeppeline zu fertigen; sie wurde 1921 zur Zahnradfabrik Friedrichshafen AG, heute ZF Friedrichshafen AG. In die 1909 gegründete Zeppelin-Stiftung brachte er die Luftschiffbau Zeppelin GmbH sowie die Zahnradfabrik GmbH ein; beide Unternehmen sind noch im Besitz der Stiftung, die 1947 der Stadt Friedrichshafen übereignet wurde.
Graf Ferdinand lebte zumeist in Stuttgart und im Sommer auf Schloss Girsberg am Bodensee. 1908 erwarb ein Gut in der Pirschheide bei Potsdam. Aus seiner 1869 geschlossenen Ehe mit Isabella Freiin von Wolff stammte als einziges Kind die Tochter Helene (Hella) von Zeppelin (1879–1967), die 1909 Alexander von Brandenstein (1881–1949) heiratete. Dieser wurde 1911 zum (primogenen) württembergischen Grafen von Brandenstein-Zeppelin erhoben. Zu den Enkeln gehören Albrecht von Brandenstein-Zeppelin (* 1950) und Constantin von Brandenstein-Zeppelin (* 1953).
Ferdinands Bruder Graf Eberhard von Zeppelin (1842–1906), ebenfalls mit einer Wolff verheiratet, war ein bedeutender Heimatforscher und Unternehmer. Er war Teilhaber der Bank Macaire & Co. und wandelte 1875 die Färberei im Dominikanerkloster Konstanz in ein Luxushotel um. Nach seinem Tod verkauften die Erben 1907 das heutige Steigenberger Inselhotel. In der Nähe von Girsberg hatte er sich das Schloss Ebersberg erbaut.
Preußen

Im Königreich Preußen gelangten mehrere Angehörige als Offiziere in der Preußischen Armee zu höchsten Würden. Konstantin von Zepelin (1771–1848) war Generalleutnant, Kommandant von Stettin, Ritter des Roten Adlerordens I. Klasse und des Ordens Pour le Mérite mit Eichenlaub. Ein weiterer Konstantin von Zepelin (1841–1913) wurde Generalmajor.
Ein Familienverband (eingetragener Verein) wurde im Juni 1870 zu Wilhelmshöhe bei Kassel und eine Familienstiftung am 25. Juni 1902 zu Berlin gegründet.

### Standeserhebungen
Karl von Zeppelin aus der Linie Thürkow-Appelhagen, herzoglich württembergischer Kammerherr und späterer wirklicher geheimer Rat und Staatsminister, wurde am 18. September 1792 zu Wien in den Reichsgrafenstand mit der Anrede Hoch- und Wohlgeboren erhoben. Sein Sohn Johann Friedrich Karl Graf von Zeppelin erhielt am 23. Juli 1803 zu Stuttgart nach der Belehnung mit Aschhausen, eine Namensvermehrung als von Zeppelin-Aschhausen. Nach der Verleihung der Reichserbpanneramtes, durch Dekret von 1. Januar 1809, erhielt er außerdem am 15. Januar 1809 eine württembergische Wappenmehrung.
Friedrich Hermann Graf von Zeppelin-Aschhausen auf Aschhausen und Buchhof aus der Linie Thürkow-Appelhagen, wurde am 26. Oktober 1915 bei der Grafenklasse der Adelsmatrikel im Königreich Bayern eingetragen.
Der königlich württembergische Reisemarschall und spätere Oberstkammerherr und Staatsminister aus der Linie Thürkow-Appelhagen Ferdinand Ludwig von Zeppelin, erhielt am 1. Januar 1806 zu Stuttgart den württembergischen Grafenstand. Seine Enkel Ferdinand Graf von Zeppelin auf Gyrsberg, königlich württembergischer General der Kavallerie zur Disposition und Erbauer des Starrluftschiffes, und sein Bruder Dr. phil. hc. Eberhard Graf von Zeppelin auf Schloss Ebersberg, königlich württembergischer Kammerherr, Lehnsratsassessor und Leutnant außer Dienst, erhielten am 12. Februar 1906 zu Stuttgart eine württembergische Wappenmehrung.

## Wappen

### Stammwappen
Das Stammwappen zeigt in Blau einen rechtsgekehrten silbernen Eselskopf. Auf dem Helm mit blau-silbernen Decken der Eselskopf.

### Wappengeschichte
Das Stammwappen erscheint erstmals in einem Siegel aus dem Jahre 1308. Es trägt die Umschrift S. Hinrici de Zepeline. Der Eselskopf kommt dort aus dem Boden des Schildes an der linken Seite mit einem Teil des Halses hervor und kehrt sich schräg nach der rechten in die Höhe.
Ludolf de Sepelin siegelte zu Ribnitz am 14. November 1313 mit dem Eselskopfwappen, Bolze de Sepelin desgleichen zu Rostock am 11. Oktober 1331.
In Johann Siebmachers Wappenbuch ist der Schild rot tingiert und die Helmdecken rot-silbern. Im Lexikon der adeligen Familien in Dänemark ist der Schild ebenfalls Rot und das Wappenbild nach links gekehrt.
Karl von Zeppelin erhielt bei seiner Erhebung in den Reichsgrafenstand 1792 das folgende Wappen: Im blauen Schild ein silberner Eselskopf mit roter Zunge und rotem Halsabschnitt; über dem Schild die neunperlige, edelsteinbesetzte Grafenkrone, aus der sich ein offener, blau angelaufener und voll gefütterter Turnierhelm mit goldenem Halsschmuck und goldener Krone erhebt, über welcher wieder der silberne Eselskopf, nach vorwärts schauend, erscheint. Die Helmdecken sind silbern und blau; der Schild wird auf jeder Seite von einem silbernen, nach vorwärts sehenden Adler gehalten.
Als Karls Sohn Friedrich von Zeppelin auf Aschhausen am 1. Januar 1809 mit dem Königlich Württembergischen Reichserbanneramt belehnt wurde, trat für dieses Wappen die Modifikation ein, dass das Symbol des Erbamtes, die goldene deutsche Reichssturmfahne, mit dem schwarzen Reichsadler „auf der rechten Seite des der Länge nach getheilten Schildes in der Neigung von der Linken zur Rechten freischwebend in schwarzem Felde“ neben dem Familienwappen zu führen war. Im Übrigen trat keine Veränderung des Wappens ein, da „das Reichskleinod auf keinem Helm angebracht werden soll“.

Historische Wappenbilder
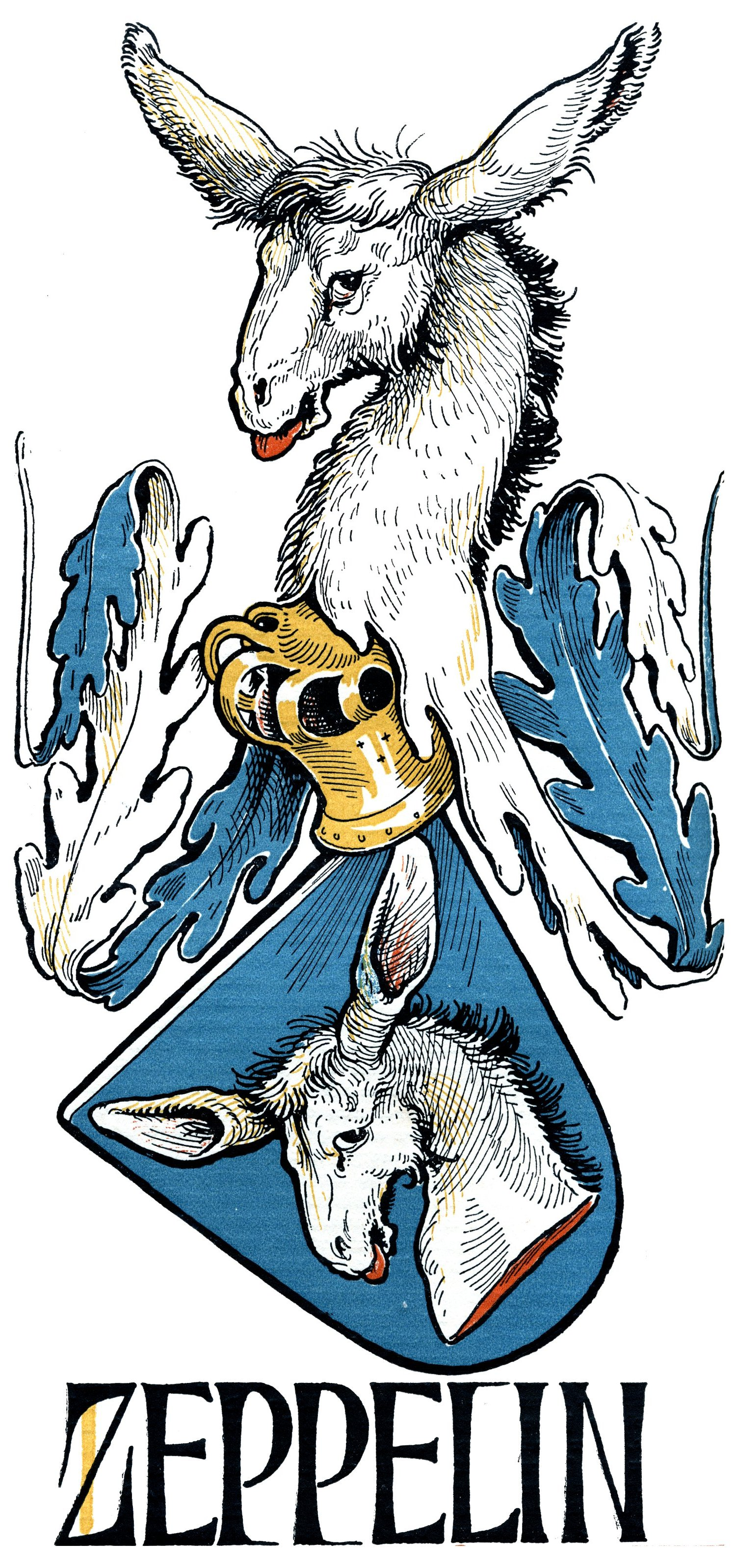
Stammwappen nach Otto Hupp im Münchener Kalender von 1902
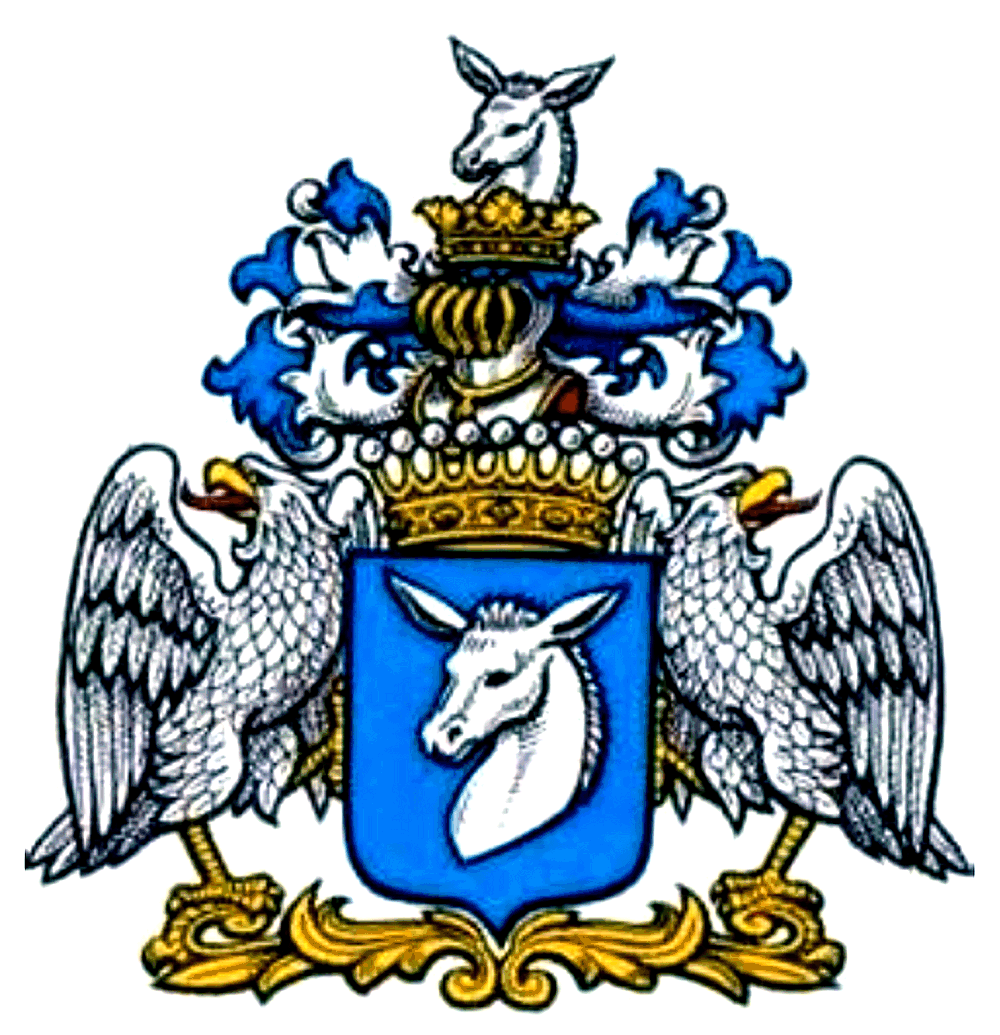
Wappen der Grafen von Zeppelin, 1792
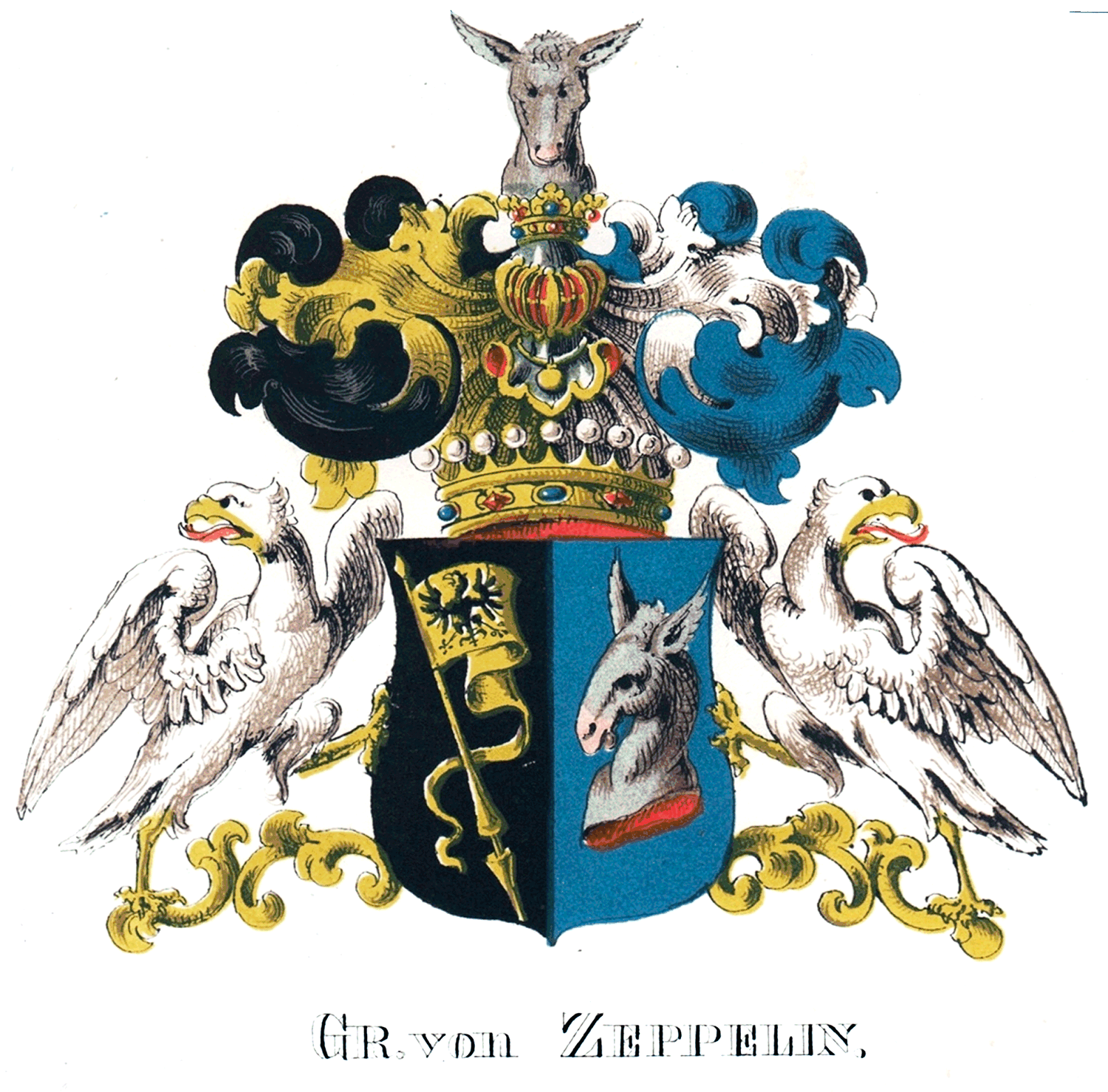
Wappen der Grafen von Zeppelin, 1809
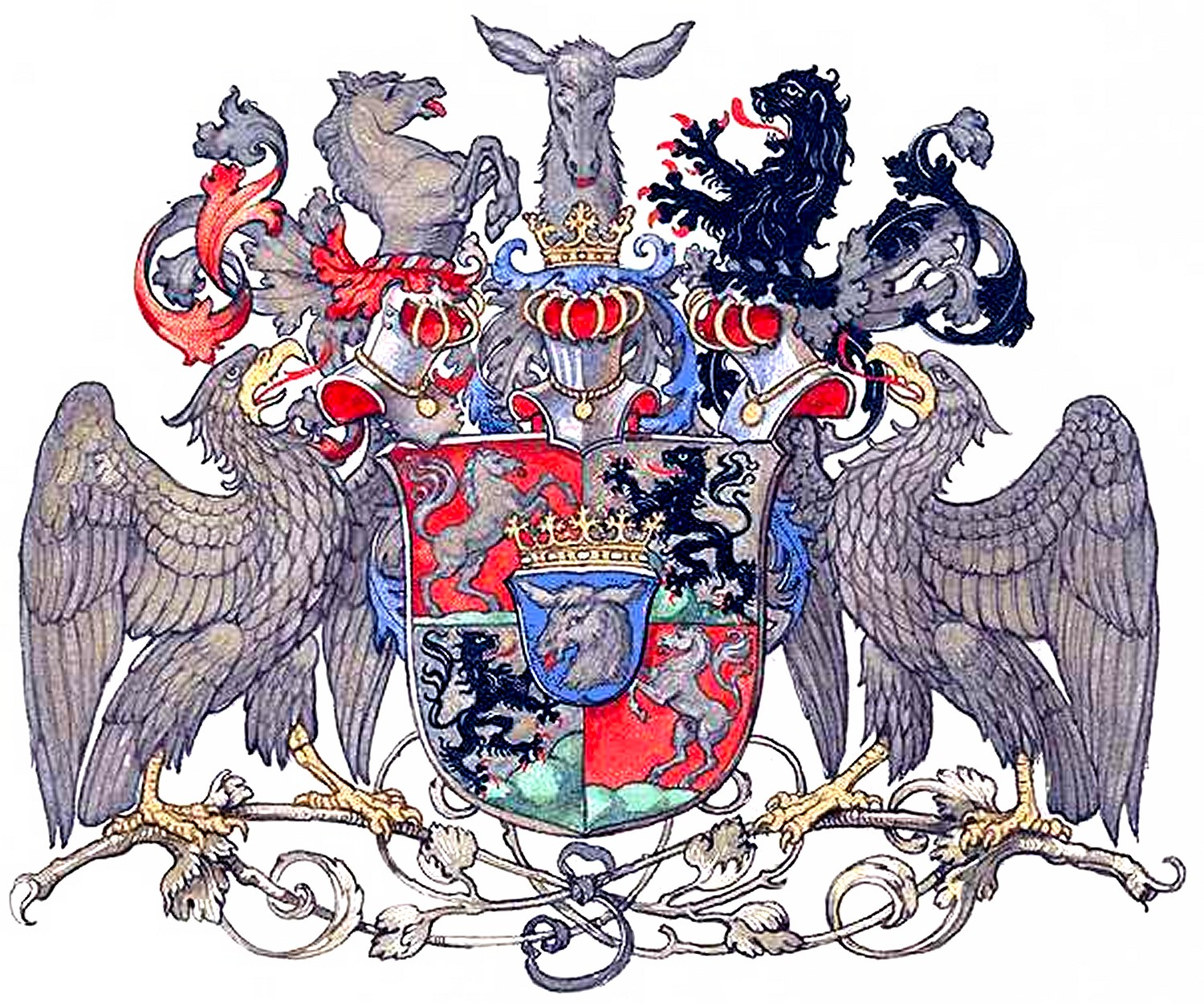
Gemehrtes Wappen der Grafen von Zeppelin, 1906

## Bekannte Familienmitglieder

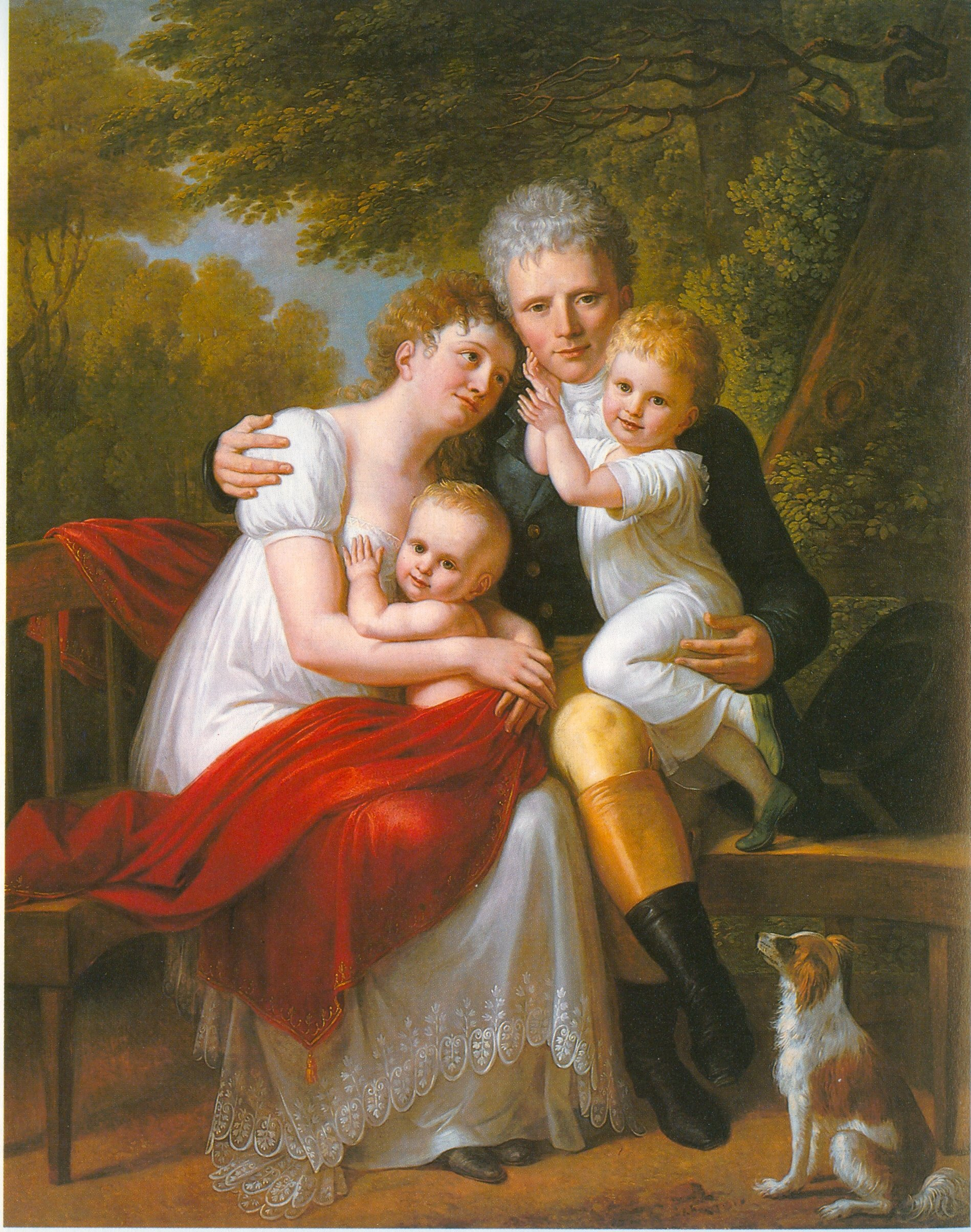
Ferdinand Ludwig von Zeppelin (1772–1829) und Familie

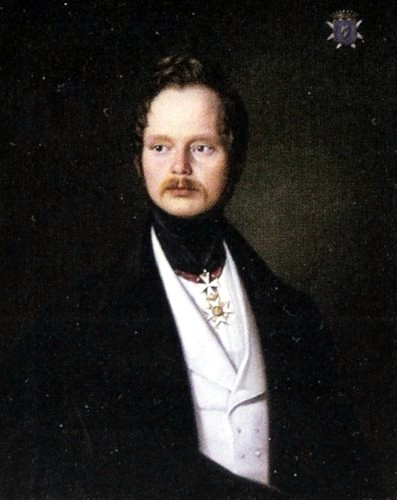
Friedrich von Zeppelin
(1807–1889)

- Eberhard von Zeppelin (1842–1906), Bankier und Hotelier
- Erich Graf von Zeppelin (1873–1927), deutscher Seeoffizier in der Kaiserlichen Marine und Konteradmiral der Reichsmarine
- Ferdinand Graf von Zeppelin (1838–1917), Erfinder und Namensgeber der Zeppelin-Luftschiffe
- Ferdinand Ludwig von Zeppelin (1772–1829), württembergischer Diplomat
- Friedrich von Zeppelin (1807–1886), fürstlich hohenzollerscher Hofmarschall
- Friedrich von Zeppelin-Aschhausen (1861–1915), Verwaltungsjurist und Bezirkspräsident im Reichsland Elsaß-Lothringen
- Johann Friedrich von Zepelin (1695–1777), Generalleutnant
- Johann Friedrich Carl von Zeppelin-Aschhausen (1789–1836), württembergischer Zeremonienmeister und Landtagsabgeordneter
- Johann Friedrich Traugott von Zeppelin-Aschhausen (1819–1870), württembergischer Diplomat und Landtagsabgeordneter
- Karl von Zeppelin (1766–1801), Adjutant, Diplomat und Staatsminister
- Konstantin von Zepelin (General, 1771) (1771–1848), preußischer General der Infanterie
- Konstantin von Zepelin (General, 1841) (1841–1913), preußischer Generalmajor
- Max von Zeppelin (1856–1897), deutscher Zoologe, Forschungsreisender und Hofmarschall

- Albrecht von Brandenstein-Zeppelin (* 5. August 1950), Jurist und Unternehmer
- Constantin von Brandenstein-Zeppelin (* 22. Juni 1953), Unternehmensberater, Ritter des Malteserordens und ehrenamtlicher Präsident des Malteser Hilfsdienstes.